# Corde Oblique
Corde Oblique — итальянский музыкальный проект гитариста-композитора Риккардо Пренчипе из Неаполя. Группа играет в стиле прогрессивный этереал-фолк, для записей приглашается множество сессионных музыкантов. Песни группы тематически тесно связаны с итальянским историческим, культурным и литературным наследием.

## История
Риккардо Пренчипе (род. 24 июня 1978 года) — композитор, историк искусства. Окончил консерваторию Сан-Пьетро-а-Майелла в Неаполе. Читает лекции о древних музыкальных инструментах с использованием исторических и художественных свидетельств, таких как фрески, скульптуры и картины. Сотрудничает с Музеем Каподимонте: в 2016 году написал критические тексты для выставки картины «Женщина с лютней» Яна Вермеера. Преподаёт историю искусства в лицее.

### 1999—2005: Lupercalia
Предыстория проекта начинается в 1999 году. Сначала он носил название Lupercalia (в честь древнеримского праздника), под которым Пренчипе вместе со скрипачом Пьеранджело Феволой записал два альбома (помимо демозаписи 1999 года «Les nuits de Samain»). Звучание группы в этот период можно охарактеризовать как средневековый фолк. Первый альбом, Soehrimnir, включал 12 композиций, написанных Пренчипе в 1995—1998 годах, и получился полностью инструментальным. В 2003 году Февола покинул группу. Партии скрипки на втором альбоме, Florilegium, были записаны Джованни Борелли, а упор был сделан на более современные средиземноморские мотивы в сочетании с сопрано Клаудии Флорио. В 2004 году Пренчипе решил организовать новый самостоятельный проект.
В 2009 году альбом Soehrimnir был переиздан вместе с ранее не издававшимся промодиском Mediestetica.

### 2005 — н. в.: Corde Oblique
В 2005 году название сменилось на Corde Oblique (с итал. — «косые струны»: если гитару удерживать в классическом стиле, ставя ногу на табурет, то струны принимают «косое» положение), и Риккардо Пренчипе стал идейным вдохновителем и автором песен новой группы. В том же году вышел дебютный альбом Respiri, включающий 15 композиций (с учётом двух коротких текстовых треков). Основой альбома стало переплетение гитары, скрипки и фортепьяно. Песни исполнены преимущественно на итальянском языке и частично — на английском и латыни.
Второй альбом, Volonta D'Arte, вышел осенью 2007 года.
Работа над третьим альбомом была начата весной 2008 года, а вышел он весной 2009 года, дополнив творчество группы ещё двенадцатью композициями. Название альбома, The Stones of Naples, происходит от одноимённой книги Каролины Брузелиус о средневековой архитектуре Неаполя. Примечательно также, что композиция «Flying» является акустической кавер-версией песни группы Anathema. В целом альбом получился более динамичным и мажорным, чем предыдущие. Европейский тур в поддержку альбома проходил с марта по октябрь 2009 года.
Четвёртый LP Corde Oblique, A Hail of Bitter Almonds, был выпущен весной 2011 года. Он включает 15 песен, упор в них сделан на протяжные вокальные партии, уводящие музыку в сторону дарк-фолка. В записи принимали участие музыканты из таких групп, как Officina Zoè, Synaulia, Anathema, Daemonia Nymphe. Композиция «Jigsaw Falling into Place» является кавер-версией одноимённой песни группы Radiohead. На песню «Together Alone» был снят первый официальный клип группы.
2012 год ознаменовался выпуском мини-альбома Richiami a Mezzo Mare, куда вошли две ранее неизданные песни 2007 года и две записи 2009 года с концерта во Франции, в том числе кавер-версия песни «Kaiowas» группы Sepultura.
11 октября 2013 года был выпущен пятый студийный альбом, Per le Strade Ripetute. Он включает в себя 11 композиций, одна из них является вариацией на саундтрек к фильму «Реквием по мечте» и ещё одна — скрипичным соло Альфредо Нотарлоберти. По словам Пренчипе, этот LP был написан как «путешествие по наиболее значимым местам искусства» региона Кампания. В 2013—2014 годах прошёл тур в поддержку альбома. На песню «Averno» был снят второй клип группы, съёмки проходили на одноимённом озере. А в сентябре 2014 года был выпущен третий клип, на песню «My Pure Amethyst»; съёмки проходили в июне в коммуне Сенеркья.
В июле 2014 года группа выступила на Amphi Festival в Кёльне.
В декабре 2014 года Corde Oblique выпустили EP Itri, состоящий из трёх треков. Один из них, «Studio n. 4», является кавер-версией композиции итальянского гитариста Марио Ганжи.
В 2015 году коллектив отметил 10-летие, в связи с чем был выпущен двойной CD/DVD Ten Years of Corde Oblique 2005—2015, куда вошли 15 песен, 5 видеоклипов и несколько концертных фотографий. 3 августа прошёл сольный концерт в Берлине, в октябре — три концерта в Албании. А в декабре состоялся тур по Китаю, состоявший из 9 концертов.
2 мая 2016 года на российском лейбле Infinite Fog Productions вышел шестой студийный альбом I maestri del colore, включающий 13 композиций, в том числе кавер-версию песни «Amara terra mia» итальянского певца Доменико Модуньо. Запись и сведение альбома проходили в Splash Studios в Неаполе, мастеринг — на лейбле Prikosnovenie во Франции. Помимо регулярных участников проекта, в его записи принимала участие и вокалистка болгарской неофолк-группы Irfan Деница Серафимова. Для поддержки альбома была открыта краудфандинговая кампания и предзаказ на интернет-платформе Musicraiser. По словам самого Пренчипе, этот альбом стал самым сложным альбомом в его жизни. В апреле 2016 года вышел видеоклип на песню «Suono su tela» с участием танго-дуэта Джанпьеро Гальди и Марии Филали.
Также в 2016 году группа выпустила EP I Maestri del Colore, Vol. 2, содержащий пять ранее неизданных песен, музыку к которым написали Риккардо Пренчипе и Луиджи Рубино.
В 2017 году Corde Oblique дали несколько концертов в Италии, а также выступили на фестивале Wave-Gotik-Treffen в Лейпциге.
10 ноября 2017 года на 7-дюймовом виниле вышел сингл «Mille Anni Che Sto Qui» ограниченным тиражом в 200 копий, состоящий из двух песен: «Itri» (ранее издавалась в цифровом виде на одноимённом EP) и ремикса «I Sassi di Matera» (песня из альбома I Maestri del Colore, ремикс выполнен Сальвио Вассалло с использованием фрагментов оригинальной версии). Название сингла, которое можно перевести как «Я был здесь тысячу лет», было взято из книги итальянской писательницы Марьолины Венеции.
6 апреля 2018 года был выпущен альбом Back Through the Liquid Mirror (два издания: европейское и китайское), записанный вживую в Splash Studio в Неаполе. Он состоит из 11 ранее исполнявшихся песен в обновлённом звучании; название альбома обозначает переосмысление классических песен из репертуара группы через «жидкое зеркало» настоящего. Одновременно было выпущено полное концертное видео из студии. 14 марта 2018 года на SpazioRock состоялась премьера клипа на песню «Kaiowas» с этого альбома.
29 июля 2018 года Corde Oblique в очередной раз выступили на Amphi Festival в Кёльне.
3 апреля 2020 года вышел седьмой студийный альбом The Moon Is a Dry Bone. Риккардо Пренчипе охарактеризовал его выполненным в жанре фолкгейз (англ. FolkGaze, смесь неофолка и шугейза). На название альбома, а также на название и текст заглавной композиции Пренчипе вдохновил сборник стихотворений современной итальянской поэтессы Федерики Джордано «La luna è un osso secco». Альбом записан и сведён в Splash Studio в Неаполе, мастеринг выполнен в Abbey Road Studio в Лондоне. Он включает в себя 11 композиций, в том числе кавер-версию песни «Temporary Peace» группы Anathema. Этот кавер был выпущен в виде сингла 29 января 2020 года. 21 февраля того же года выпущен второй сингл, «Le grandi anime», отсылающий к картине Рафаэля «Мадонна со щеглом». 2 марта вышел официальный видеоклип на композицию «The Moon Is a Dry Bone». 20 марта последовал четвёртый сингл, «La strada», где спел Андреа Кименти — вокалист итальянской группы Moda, выступавшей в 1980-х годах.
В декабре 2021 года Пренчипе анонсировал релиз следующего студийного альбома. Заявлялось, что он будет сочетать несколько жанров (пост-рок, шугейз, дрим-поп) и будет посвящён сказкам писателя Оскара Уайльда, многие из которых композитор слушал в детстве на кассетах.
Следующий релиз — EP Leaver из трёх композиций, включающий кавер на Chapter VII группы Estatic Fear — состоялся весной 2023 года.
О восьмом студийном альбоме, Cries and Whispers, стало известно осенью 2024 года, его релиз состоялся 14 февраля 2025 года. Название отсылает к одноимённому фильму шведского режиссёра Ингмара Бергмана. В соответствии с этим альбом, включающий 12 треков, разделён на две части: первая («Крики») — композиции в жанрах пост-рок, метал и шугейз, а вторая («Шёпоты») — песни в стилях неофолк и этнодарк. Первый сингл, представляющий собой акустический кавер на песню Souvenirs d'un Autre Monde группы Alcest, вышел 8 октября. Пренчипе услышал эту песню в 2017 году на фестивале Wave-Gotik-Treffen, где выступали обе группы, и решил записать свою версию. Второй сингл A step to lose the balance вышел 8 ноября 2024 года. 10 января 2025 года вышел третий сингл The Nightingale and the Rose, чьё название навеяно одноимённой сказкой Оскара Уайльда. Видеоклип на эту песню был снят в Литве.

## Тематика творчества
Многие композиции Corde Oblique связаны с итальянским историческим и культурным наследием. Например, на альбомах группы есть песни, посвящённые таким местам, как греческие храмы в Пестуме, вилла Поппеи в Оплонтисе, Сасси ди Матера, дольмены в Апулии, Флегрейские поля (в том числе амфитеатр в Поццуоли и археологический парк Кум), Вилла дель-Касале, сады Королевского дворца в Казерте и другие.
Также в песнях Corde Oblique есть множество отсылок к творчеству художников и писателей: Марсель Пруст, Альберто Бурри, Джованни Беллини, Жозе Сарамаго, Сергей Стратановский, Пауль Целан, Дино Кампана, Тумас Транстрёмер и другие.

## Состав группы
Группа не имеет постоянного состава. Неизменным автором песен и гитаристом является Риккардо Пренчипе. В записи почти всех альбомов и во многих концертах участвуют музыканты из групп Ashram и Argine.

### Приглашавшиеся музыканты
- Alfredo (Edo) Notarloberti — скрипка (Ashram, Argine)
- Luigi Rubino — фортепьяно (Ashram)
- Alessio Sica — ударные (Argine)
- Francesco Manna — перкуссия
- Umberto Lepore — бас, контрабас
- Vincenzo Lamagna — контрабас
- Francesco Forgione — контрабас
- Walter Maioli — пан-флейта
- Manuela Albano — виолончель
- Eugenio Catone — фортепьяно
- Francesco Villani — фортепьяно
- Francesco Perreca — кларнет
- Michele Maione — перкуссия
- Carmine Ioanna — аккордеон

### Приглашавшиеся вокалисты
- Floriana Cangiano
- Caterina Pontrandolfo
- Annalisa Madonna
- Claudia Sorvillo
- Claudia Florio
- Alessandra Santovito
- Simone Salvatori
- Catarina Raposo
- Sergio Panarella (Ashram)
- Corrado Videtta (Argine)
- Francesca Cacciatore
- Lisa Starnini (начиная с альбома Per le Strade Ripetute)
- Monica Pinto (Spaccanapoli)
- Geraldine Le Cocq (Mediavolo)
- Denitza Seraphimova (Irfan)
- Rita Saviano
- Maddalena Crippa
- Andrea Chimenti
- Miro Sassolini

## Дискография

### Lupercalia
| Год  | Альбом                        | Производство                 |
| ---- | ----------------------------- | ---------------------------- |
| 2000 | «Soehrimnir»                  | World Serpent Distribution   |
| 2004 | «Florilegium»                 | Equilibrium Music/Audioglobe |
| 2009 | «Soehrimnir» & «Mediestetica» | ARK Records                  |

### Corde Oblique

#### Студийные альбомы
| Год  | Альбом                                                 | Производство                            |
| ---- | ------------------------------------------------------ | --------------------------------------- |
| 2005 | Respiri                                                | ARK Records/Masterpiece                 |
| 2007 | Volontà d'arte                                         | Prikosnovénie/Audioglobe                |
| 2009 | The Stones of Naples                                   | Prikosnovénie/Audioglobe                |
| 2011 | A Hail of Bitter Almonds                               | Prikosnovénie/Audioglobe                |
| 2013 | Per le Strade Ripetute                                 | The Stones Of Naples Records/Audioglobe |
| 2016 | I maestri del colore                                   | Infinite Fog/Audioglobe                 |
| 2018 | Back Through the Liquid Mirror (студийный лайв-альбом) | Dark Vinyl/Audioglobe                   |
| 2020 | The Moon Is a Dry Bone                                 | Dark Vinyl/Audioglobe                   |
| 2025 | Cries and Whispers                                     |                                         |

#### Другие релизы
- 2013 — Richiami a Mezzo Mare (EP)
- 2015 — Itri (EP)
- 2016 — I Maestri del Colore, Vol. 2 (EP)
- 2017 — Mille anni che sto qui (сингл, винил)
- 2023 — Leaver (EP)